# 玉井勇輝
玉井勇輝（日语：／ Tamai Yūki，4月10日—）是一名日本男性聲優，愛媛縣出身，I'm Enterprise所屬。

## 簡歷
畢業於日本播音演技研究所。自2019年起隸屬於I'm Enterprise。

## 人物
興趣包括閱讀、觀賞電影和籃球。特技是做鬼臉。

## 演出作品
※粗體字為主要角色。

### 電視動畫
2019年
- 多羅羅（男）
- 高校星歌剧（學生）
- 新原子小金剛
- 刀劍神域 Alicization War of Underworld（村人）

2020年
- 高校之神（國家情報長官）
- 天晴爛漫！（吉爾的部下）
- 刀劍神域 Alicization War of Underworld（主播）
- 滿溢的水果塔（住民）
- 災禍的真理 -ZUERST-（帝國軍支部的所長、祭壇村的村長）
- 魔女之旅（那邊村子的村民）

2021年
- 裏世界遠足（海兵隊員、戈爾貢駕駛員）
- 回復術士的重啟人生（穆爾塔）
- Re:從零開始的異世界生活 第2期（村人）
- Praeter之傷（老闆）
- 持續狩獵史萊姆三百年，不知不覺就練到LV MAX（村人B）
- 開掛藥師的異世界悠閒生活～到異世界開藥房去～（加斯通）
- 給不滅的你
- 王者天下 第3期（蕞的住民A）
- 暮蟬悲鳴時卒（村人）
- 月與萊卡與吸血公主（店主）

2022年
- 青之蘆葦（教練、觀眾、監護人、校長、採訪者、老爹、支持者、多摩體選手、教練〈回憶〉）
- 成為女主角！～被討厭的女主角和秘密的工作～（導演）
- 理科生墜入情網，故嘗試證明。r=1-sinθ（春的父親）
- 勇者辭職不幹了～下個職場是魔王城～（小弟A）
- 群青的開幕曲（廄務員）
- 這個僧侶有夠煩（村長[5]）
- 異世界藥局（阿爾弗雷德）
- OVERLORD IV（多米尼克·伊雷·珀魯托修）
- Extreme Hearts（節目P）
- 菜鳥鍊金術師開店營業中（實技考試的老師A、村長）
- 轉生就是劍（行商人）
- 鏈鋸人（警官C）
- 我想成為影之強者！（殭屍）

2023年
- 擁有超常技能的異世界流浪美食家（商人）
- 冰劍的魔術師將要統一世界（喬奇·戴肯）
- 魔術士歐菲 流浪之旅 阿邦拉瑪篇（拉客人、旅店客、洛蒂西婭的道場練習生、拉瑪城的人、魔術士）
- TRIGUN STAMPEDE（獵師C）
- 大雪海的卡納（瓦爾基亞士兵）
- 泡泡糖忍戰（市長）
- 魔術士歐菲 流浪之旅 聖域篇（萊德、精神士）
- 轉生成自動販賣機的我今天也在迷宮徘徊（席梅萊）
- 文豪Stray Dogs 5th SEASON（警備B、聲1）
- 無職轉生II～到了異世界就拿出真本事～（接待男）
- 不死少女的謀殺鬧劇（警官）
- 盾之勇者成名錄 Season3（奴隸獵人首領）
- 烈焰先鋒 救國的橘衣消防員（泵車隊隊長、隊員A）
- 想當冒險者前往都市的女兒成為S級（艾爾莫亞）
- 我想成為影之強者！2nd season（重鎮官司）
- 七大罪 啟示錄四騎士（魔物）
- 堤亞穆帝國物語～從斷頭台開始，公主重生後的逆轉人生～（達薩艾夫）
- 我的新上司是天然呆（聖誕老人）

2024年
- 烈焰先鋒 救國的橘衣消防員（職員）
- 因為不是真正的夥伴而被逐出勇者隊伍，流落到邊境展開慢活人生2nd（長老}）
- 青之驅魔師 島根啟明結社篇（祓魔師）
- 治癒魔法的錯誤使用法～奔赴戰場的回復要員～（魔族兵A、店主）
- 轉生貴族憑鑑定技能扭轉人生～繼承弱小領土後，招募優秀人才打造最強領土～（克蘭茨、梅納斯·雷納德）
- 老夫老妻重返青春（松之助、正藏的父親）
- 我回來了、歡迎回家（大叔）
- 魔法科高中的劣等生 第3期（七寶拓巳）
- 星際莊的戀愛日記（祭客）
- 夜櫻家大作戰（秋風薫[6]）
- 蠟筆小新（客A）
- THE NEW GATE（拉吉姆·多爾克）
- 格鬥實況（市場職員）
- 終末的火車前往何方？（老爺爺、男性）
- 擅長逃跑的殿下（名越高家）
- 曾經、魔法少女和邪惡相互為敵。（點心師傅）
- 前輩是偽娘（清掃員、天使）
- 靠廢柴技能【狀態異常】成為最強的我將蹂躪一切（阿萊昂的堅王）
- 地下城中的人（土之精靈）
- 科學×冒險生存！（船員、救助隊員、探險隊長）
- 青之驅魔師 雪之盡頭篇（參加者、記者）
- 轉生貴族憑鑑定技能扭轉人生～繼承弱小領土後，招募優秀人才打造最強領土～ 第2期（梅納斯·雷納德）
- 亂馬½（男子、村人、男學生、店主、裁判）
- 七大罪 啟示錄四騎士 第2期（卡羅）
- 膽大黨（鬼頭咒限無）

2025年
- 青之驅魔師 終夜篇（店主）
- 最弱技能《果實大師》 ～關於能無限食用技能果實（吃了就會死）這件事～（村人）
- 全修。（鎮長的部下）
- 我獨自升級 Season 2 -Arise from the Shadow-（田邊）
- 科學×冒險生存！（參賽者、操縱士、研究員、職員）
- 魔神創造傳（村人B）
- 不幸職業【鑑定士】其實是最強的（村長）
- SAKAMOTO DAYS 坂本日常（老爺爺）
- 忍者亂太郎（旅人、商人）
- 凸變英雄X（二虎）
- 神統記（拉古村幹部兵、賈哈馬眾）
- 受到猩猩之神庇佑的大小姐受到王立騎士團寵愛（從者）
- 轉生成自動販賣機的我今天也在迷宮徘徊 2nd season（席梅萊）
- 膽大黨 第2期（鬼頭咒限無、鬼頭家先祖男子）
- 費馬的料理（教導主任）

### 劇場版動畫
2021年
- 刀劍神域劇場版 -Progressive- 無星夜的詠嘆調

2022年
- 刀劍神域劇場版 -Progressive- 陰沉薄暮的詼諧曲（羅巴卡[7]）

2023年
- 劇場版 PSYCHO-PASS心靈判官 PROVIDENCE（外務省事務次官）
- 愛麗絲與特蕾絲的虛幻工廠（同班同學D）

2024年
- 我的鬼女孩（雪村）
- 劇場版 OVERLORD 聖王國篇（參謀）

### 網路動畫
2022年
- （警備機器人）
- 爆丸Evolutions（長老爆丸）
- 世界末日與柴犬同行（外星人〈夫〉[8]）

2023年
- 大怪獸卡美拉：重生（安塞爾姆·劉布蘭特、調查班長）

### 遊戲
2020年
- 徒花異譚（開花爺爺）
- 遺跡：來自灰燼（英语：Remnant: From the Ashes）

2021年
- 鬼滅之刃 火之神血風譚
- 戰國大河（淺野長政）

2022年
- 棕色塵埃（[9]）
- 信長之野望 霸道（山本勘助）

2023年
- 怪獸黎明（英语：Dawn of the Monsters）（[10]）
- 爆裂！甜點王國（[11]）
- 信長之野望 出陣（尼子經久[12]、成田氏長、松永久秀[13]）
- 勇者鬥惡龍 怪獸仙境3：魔族王子與精靈之旅（[14]）

2024年
- 聖獸之王（ベリサリオス、傭兵（Type F）／NPC）
- 聖劍傳說 瑪娜幻象
- 復活邪神2 七英雄的復仇（[15]、ハロルド王、セキシュウサイ）

2025年
- 碧藍幻想（[16]）

## 外部連結
- 玉井 勇輝｜アイムエンタープライズ